# Anuga elegans
Anuga elegans är en fjärilsart som beskrevs av Louis Beethoven Prout 1928. Anuga elegans ingår i släktet Anuga och familjen nattflyn. Inga underarter finns listade i Catalogue of Life.